# Liste des préfets de Mayotte
Le préfet de Mayotte est le préfet du département d'outre-mer français de Mayotte, dans l'océan Indien.

## Siège
Le préfet siège à l'hôtel de préfecture de Mayotte, d'abord situé dans l'ancienne maison du gouverneur à Dzaoudzi (Petite-Terre), avant de déménager en 1987 à Mamoudzou (Grande-Terre).

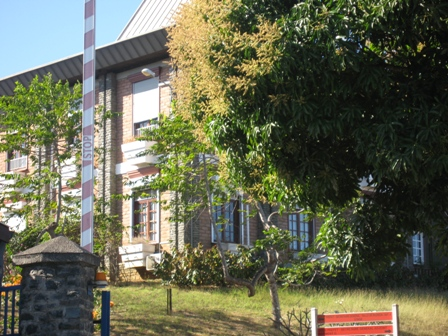
Hôtel de préfecture de Mayotte à Mamoudzou.
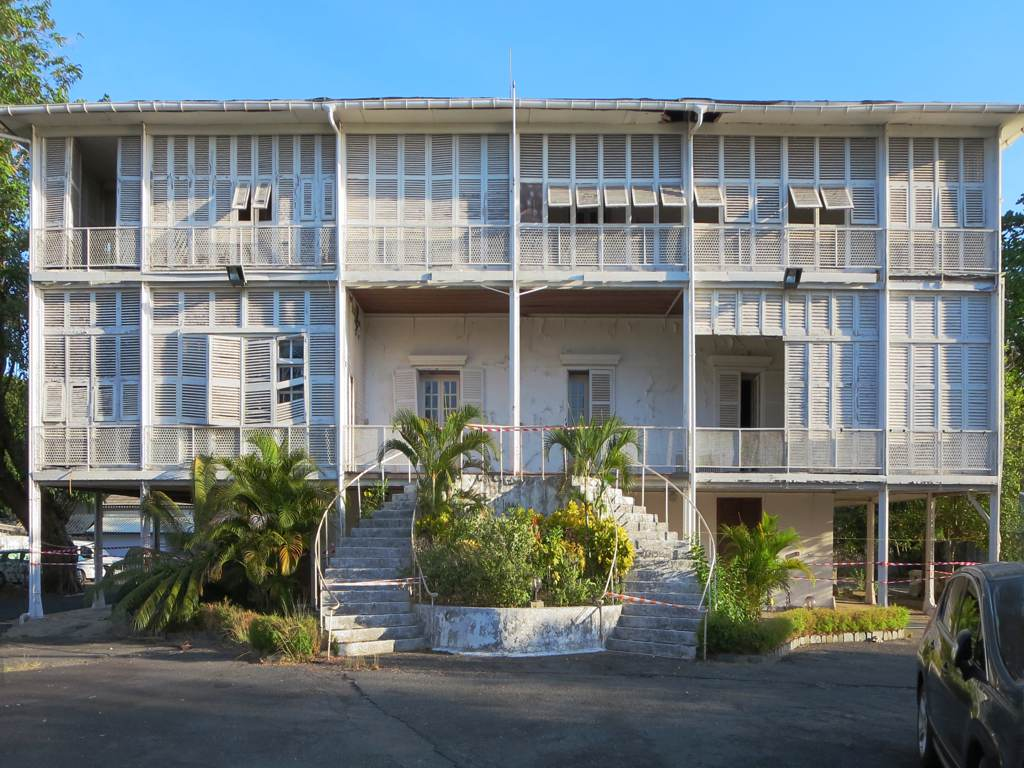
Maison du gouverneur, ancien hôtel de préfecture, à Dzaoudzi.

## Liste des préfets
Les préfets de Mayotte sont successivement :
| Préfet                        | Date de nomination                                | Date de nomination   | Photo |
| ----------------------------- | ------------------------------------------------- | -------------------- | ----- |
| Younoussa Bamana              | 21 juillet 1975 (proclamé par le conseil général) | [ 1 ]                |       |
| Préfet                        | Décret de nomination                              | Décret de nomination | Photo |
| Jean Coussirou                | 30 avril 1976                                     | [ JO 1 ]             |       |
| Jean Rigotard (d)             | 27 avril 1978                                     | [ JO 2 ]             |       |
| Philippe Kessler (d)          | 25 mars 1980                                      | [ JO 3 ]             |       |
| Pierre Sévellec (d)           | 31 décembre 1980                                  | [ JO 4 ]             |       |
| Yves Bonnet                   | 19 janvier 1982                                   | [ JO 5 ]             |       |
| Christian Pellerin (d)        | 2 février 1983                                    | [ JO 6 ]             |       |
| François Bonnelle (d)         | 13 février 1984                                   | [ JO 7 ]             |       |
| Guy Dupuis (d)                | 28 février 1986                                   | [ JO 8 ]             |       |
| Akli Khider (d)               | 24 septembre 1986                                 | [ JO 9 ]             |       |
| Daniel Limodin (d)            | 24 novembre 1988                                  | [ JO 10 ]            |       |
| Jean-Paul Coste (d)           | 17 octobre 1990                                   | [ JO 11 ]            |       |
| Jean-Jacques Debacq (d)       | 1er mars 1993                                     | [ JO 12 ]            |       |
| Alain Weil (d)                | 31 décembre 1993                                  | [ JO 13 ]            |       |
| Philippe Boisadam (d)         | 27 janvier 1996                                   | [ JO 14 ]            |       |
| Pierre Bayle (d)              | 15 juillet 1998                                   | [ JO 15 ]            |       |
| Philippe de Mester (d)        | 18 septembre 2001                                 | [ JO 16 ]            |       |
| Jean-Jacques Brot             | 4 juillet 2002                                    | [ JO 17 ]            |       |
| Jean-Paul Kihl (d)            | 20 novembre 2004                                  | [ JO 18 ]            |       |
| Vincent Bouvier               | 1er février 2007                                  | [ JO 19 ]            |       |
| Denis Robin                   | 28 juillet 2008                                   | [ JO 20 ]            |       |
| Hubert Derache                | 24 juillet 2009                                   | [ JO 21 ]            |       |
| Thomas Degos                  | 22 juillet 2011                                   | [ JO 22 ]            |       |
| Jacques Witkowski             | 31 janvier 2013                                   | [ JO 23 ]            |       |
| Seymour Morsy (d)             | 31 juillet 2014                                   | [ JO 24 ]            |       |
| Frédéric Veau (d)             | 6 mai 2016                                        | [ JO 25 ]            |       |
| Dominique Sorain              | 28 mars 2018                                      | [ JO 26 ]            |       |
| Jean-François Colombet (d)    | 10 juillet 2019                                   | [ JO 27 ]            |       |
| Thierry Suquet (d)            | 23 juin 2021                                      | [ JO 28 ]            |       |
| François-Xavier Bieuville (d) | 14 février 2024                                   | [ JO 29 ]            |       |

## Liste des sous-préfets
| Sous-préfets                   | Fonction                                       | Décret de nomination | Décret de nomination |
| ------------------------------ | ---------------------------------------------- | -------------------- | -------------------- |
| Christophe Noël du Payrat (d)  | Chargé de mission                              | 27 septembre 2007    | [ JO 30 ]            |
| François Mengin-Lecreulx (d)   | Chargé de mission                              | 26 août 2009         | [ JO 31 ]            |
| Grégory Kromwell               | Délégué à la cohésion sociale et à la jeunesse | 18 février 2010      | [ JO 32 ]            |
| Nadine Delattre                | Chargé de mission                              | 30 mai 2011          | [ JO 33 ]            |
| Philippe Laycuras              | Chargé de mission                              | 16 février 2012      | [ JO 34 ]            |
| François Chauvin               | Chargé de mission                              | 6 mars 2012          | [ JO 35 ]            |
| Sylvie Especier                | Délégué à la cohésion sociale et à la jeunesse | 26 novembre 2012     | [ JO 36 ]            |
| Sylvie Especier                | Chargé de mission                              | 21 janvier 2014      | [ JO 37 ]            |
| Guy Fitzer                     | Chargé de mission                              | 29 janvier 2015      | [ JO 38 ]            |
| Dominique Fossat               | Chargé de mission                              | 11 janvier 2017      | [ JO 39 ]            |
| Julien Kerdoncuf (d)           | Chargé de mission                              | 23 avril 2018        | [ JO 40 ]            |
| Patrice Bouzillard             | Chargé de mission                              | 7 mai 2019           | [ JO 41 ]            |
| Hadrien Haddak (d)             | Chargé de mission                              | 7 octobre 2019       | [ JO 42 ]            |
| Jérôme Millet                  | Chargé de mission                              | 25 novembre 2019     | [ JO 43 ]            |
| Nathalie Gimonet (d)           | Chargé de mission                              | 12 août 2020         | [ JO 44 ]            |
| Maxime Ahrweiller Adousso      | Chargé de mission, à la relance                | 30 décembre 2020     | [ JO 45 ]            |
| Frédéric Sautron               | Chargé de mission                              | 22 juillet 2022      | [ JO 46 ]            |
| Cédric Kari-Herkner            | Chargé de mission                              | 10 août 2022         | [ JO 47 ]            |
| Laurent Alaton                 | Chargé de mission                              | 5 juin 2024          | [ JO 48 ]            |
| Jérôme Mallet                  | Chargé de mission                              | 22 novembre 2024     | [ JO 49 ]            |
| Christophe Le Droumaguet-Paris | Chargé de mission                              | 11 juillet 2025      | [ JO 50 ]            |

## Sources
- « Les préfets de Mayotte », sur Malango-Mayotte, 28 décembre 2008 (version du 21 juillet 2011 sur Internet Archive).
- Dominique Auzias et Jean-Paul Labourdette, Mayotte 2019/2020, Paris, Nouvelles éditions de l'Université, coll. « Le Petit Futé / Country Guide », 2019, 260 p. (ISBN 978-2-305-01721-1), encadré [//books.google.com/books?id=mOujDwAAQBAJ&pg=PT90  « Les préfets de Mayotte »].
- (en) John Stewart, African States and Rulers, Jefferson (Caroline du Nord), McFarland & Co., 2006, 3e éd., 423 p. (ISBN 0-7864-2562-8), p. 158–159.
- (en) Ben Cahoon, « Mayotte: Prefects », sur worldstatesmen.org.
- (en) John V. Da Graça, Heads of State and Government, Basingstoke / New York, Macmillan / St. Martin's Press, 2000, 2e éd. (1re éd. 1985), VIII-1222 p. (ISBN 0-333-78615-7, 1-561-59269-2 et 978-1-349-65771-1, DOI 10.1007/978-1-349-65771-1), p. 342–343.